# Uixkovski
Uixkovski (en rus Ушковский), anteriorment conegut com a Ploski, és un gran massís volcànic situat a la part central de la península de Kamtxatka, Rússia. Es troba a l'extrem nord-oest del grup de volcans Kliutxevskaia Sopka. El volcà forma part dels volcans naturals de Kamtxatka, Patrimoni de la Humanitat de la UNESCO.
L'Uixkovski és un volcà en escut que s'eleva fins als 3.943 metres sobre el nivell del mar a Krestovski. La darrera erupció va tenir lloc el 1890, tot i que entre 1980 i 1984 va registrar certa activitat volcànica.